# Muaro Bodi
Muaro Bodi is een bestuurslaag in het regentschap Sijunjung van de provincie West-Sumatra, Indonesië. Muaro Bodi telt 2957 inwoners (volkstelling 2010).